# Liolaemus pulcherrimus
Liolaemus pulcherrimus är en ödleart som beskrevs av  Laurent 1992. Liolaemus pulcherrimus ingår i släktet Liolaemus och familjen Tropiduridae. Inga underarter finns listade i Catalogue of Life.